# Oberamt Neustadt

Kurpfälzische Oberämter,
8 = Oberamt Neustadt

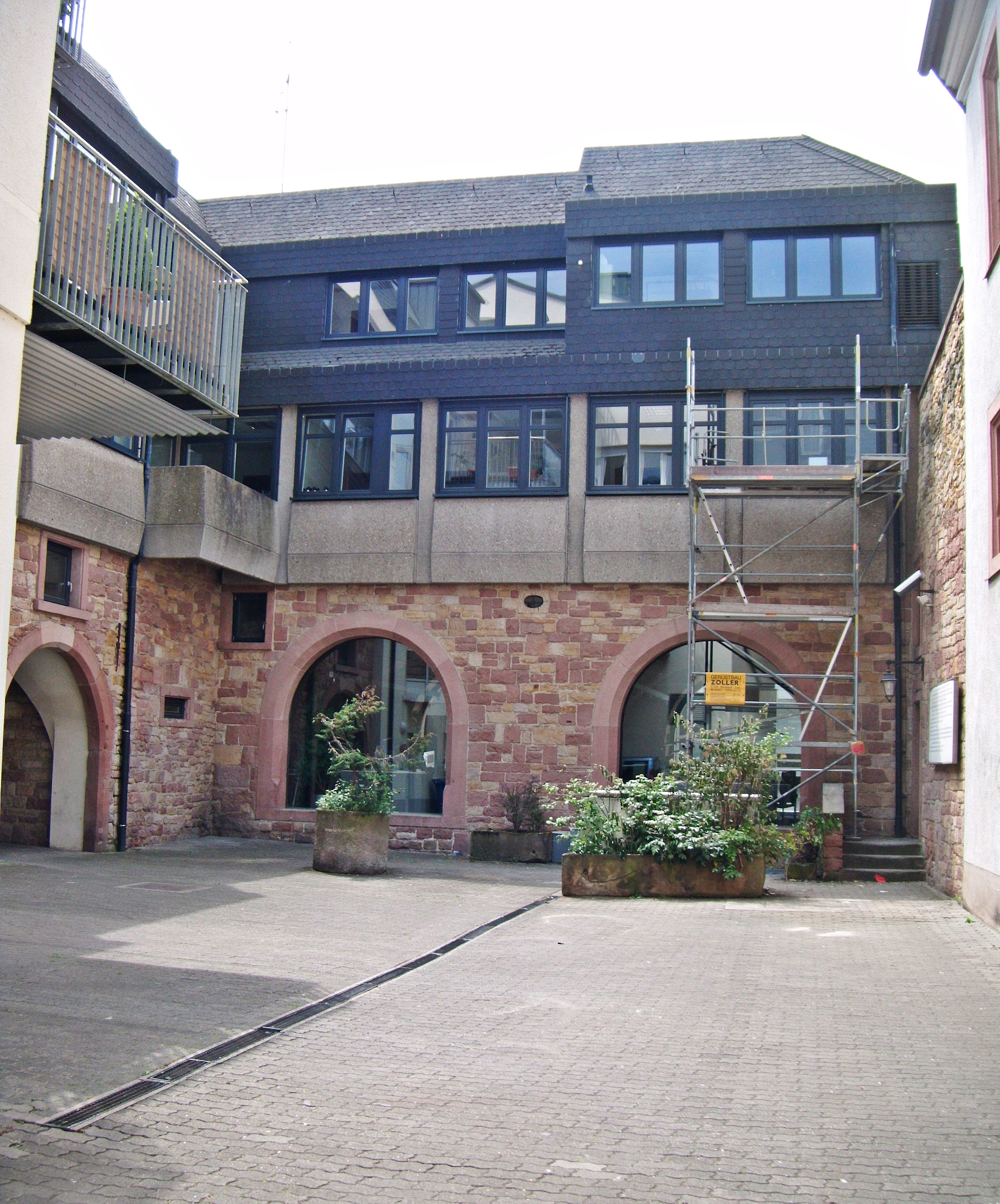
Kurpfälzische Amtskellerei in Neustadt

Das Oberamt Neustadt war einer von 19 kurpfälzischen Verwaltungs- und Gerichtsbezirken in der Vorderpfalz. Es bestand bis zum Ende des 18. Jahrhunderts.

## Geographie
Folgende Verwaltungsbezirke gehörten dem Oberamt an:
1. Stadt Neustadt
2. Unmittelbar zum Oberamt gehörig:
Winzingen, Haardt, Gimmeldingen-Lobloch, Mußbach, Elmstein mit Iggelbach und Appenthal, Speyerdorf, Lachen, Duttweiler, Westheim, Neidenfels, Weidenthal
3. Orte, worin die Vogtei Anderen zuständig:
Böchingen (nach dem Tode des Lehensträgers von Reiboldt eingezogen), Friedelsheim (Lehen des Grafen von Wieser), Alsheim (Lehen des Grafen von Oberndorf), Eppstein (Lehen des Freiherrn von Hundheim), Studernheim (die Vogtei und niedere Gerichtsbarkeit gehörte der Dompropstei Worms)
4. Der hohen Schule in Heidelberg gehörig:
Lambrecht, Schauernheim
5. Das der geistlichen Verwaltung zuständige Stift Limburg:
Grethen und Hausen, Seebach und Saline Philippshalle
6. Oberschultheißerei Edenkoben:
Edenkoben, Walsheim
7. Pflege Haßloch (gemeinschaftlich zwischen Kurpfalz und Leiningen):
Haßloch, Böhl, Iggelheim
8. Oberschultheißerei Wachenheim:
Wachenheim, Gönnheim, Meckenheim
9. Oberschultheißerei Oggersheim:
Oggersheim, Edigheim (teilweise Lehen der Freiherrn von Hundheim), Friesenheim, Oppau nebst Petersau und Scharrau, Mundenheim, Maudach, Mutterstadt, Dannstadt, Rheingönheim, Neuhofen nebst Rehhütte und Kohlhof, Altrip
10. Die Stadt Frankenthal